# Усман ибн Аффан
Усма́н ибн Аффа́н аль-Умави́ аль-Кураши́ (араб. عثمان بن عفان الأموي القرشي‎; 574 или 575, Мекка — 17 июня 656[…], Медина, Хиджаз, Праведный халифат) — арабский государственный и политический деятель. Один из ближайших сподвижников исламского пророка Мухаммеда и его зять. В суннитской традиции — третий праведный халиф, правивший в 644—656 годах, и один из десяти обрадованных раем. При нём завершилось собрание письменного текста Корана в единую книгу.
Родившись в известном мекканском клане Бану Умайя из племени курайшитов, Усман сыграл важную роль в ранней исламской истории и известен тем, что заказал компиляцию стандартной версии Корана. Усман стал преемником после смерти халифа Умара ибн аль-Хаттаба на совете, состоящем из тех, кого выбрал Умар.
Первоначально Усман женился на дочери Мухаммеда и Хадиджи Рукайе и после её смерти женился на другой дочери Умм Кульсум, заслужив за это почётный титул Зун-нурайн («Обладатель двух светочей»). Таким образом, он был также свояком четвёртого халифа Али, чья жена Фатима была младшей сестрой жён Усмана.
Под руководством Усмана Арабский халифат распространился на Фарс (современный Иран) в 650 году и некоторые районы Хорасана (современный Афганистан) в 651 году. Завоевание Армении началось в 640-х годах. Однако в целом правление Усмана принесло халифату больше отрицательного, нежели положительного: однозначно не вызывающими претензии, согласно арабскому историку аль-Балазури, были только первые 6 лет его правления, а переломным стал 649/50 год. Впрочем, такой выбор преемника с самого начала удивил большую часть населения халифата, поскольку многие подозревали нового халифа в трусости и слабохарактерности. Но при этом он был очень богатым ростовщиком. Придя к власти, Усман стал раздавать почётные титулы и владения не ансарам, сподвижникам и завоевателям, а своим родственникам-Омейядам. Помимо непотизма и фаворитизма своих высот в годы его правления достигла коррупция. Кроме того Усман активно вмешивался во внутренние дела провинций, что в конце концов привело к тому, что большая часть населения халифата воспротивилась его правлению. Начался мятеж, который закончился осадой его дома и убийством халифа. Наследником был избран Али ибн Абу Талиб.

### Об убийстве Усмана
Отдельной темой исследования является убийство Усмана, о котором в своих сочинениях рассказывали ат-Табари («История пророков и царей») и аль-Балазури («Генеалогия знатных»). Значительная подборка и первая серьёзная интерпретация трудов содержится в фундаментальной работе итальянского востоковеда Л. Каэтани. В дальнейшем эту тему изучали Ю. Велльгаузен, Д. Леви делла Вида, Г. Гибб, Л. Веччия Вальери и Питерсен.

## Биография

### Имя и происхождение
Полное имя халифа — Усман ибн Аффан ибн Абу аль-Ас ибн Умайя ибн Абд-Шамс ибн Абд-Манаф ибн Кусайи ибн Киляб аль-Умави аль-Кураши. До принятия ислама он носил кунью Абу Амр, а после рождения первого сына от дочери Мухаммеда Рукайи Абдуллаха Усман взял себе кунью Абу Абдуллах.
Будущий халиф родился в 574, 575 или 579 году в семье Аффана ибн Абу аль-Аса и его супруги Арвы бинт Курайз. Отец и мать Усмана принадлежали к клану Бану Умайя племени курайшитов и были родственниками как между собой, так и с Мухаммедом: мать Арвы была сестрой его отца Абдуллаха (по утверждению аз-Зубайра ибн аль-Аввама — сестрой-близняшкой) и приходилась тётей Мухаммеду. В то же время со стороны отца Усман был сыном дочери тётки будущего исламского пророка. Аффан скончался ещё до прихода к власти основателя ислама и распространения его веры и до конца жизни оставался язычником, в то время как Арва скончалась уже после начала правления Мухаммеда. Она приняла ислам, и во время похорон мусульманский пророк был одним из тех, кто нёс её гроб к могиле.
У Усмана была родная сестра, которую звали Амина. В доисламские времена она вышла замуж за аль-Хакама ибн Кайсана, который был вольноотпущенником Хишама ибн аль-Мугиры. Во время войны между мусульманами и мекканскими многобожниками последнего взяли в плен. Находясь в Медине, он принял ислам и остался с мусульманами. Погиб в 626 г. во время трагических событий у источника Мауна. Амина бинт Аффан оставалась язычницей до самого покорения Мекки силами Мухаммеда, после чего приняла ислам вместе с матерью, сёстрами и остальными членами клана Бану Умайя. Кроме неё у будущего халифа было три единоутробных брата — аль-Валид, Умар, Халид — и единоутробная сёстра Умм Кульсум, а также единокровные сёстры последней и де-факто сводные сёстры Усмана, — Умм Хаким и Хинд. Все они приняли ислам после покорения Мекки.

### Жизнь в Мекке
Доисламские времена
До начала пророческой миссии Мухаммеда Усман относился к числу наиболее уважаемых и влиятельных курайшитов. Он отличался от других стыдливостью. По словам самого Усмана, даже в доисламские времена он никогда не поклонялся идолам, не пил вино и не прелюбодействовал. Усман знал родословные арабов, их пословицы и их историю, много путешествовал и общался с представителями других народов. Усман стал торговцем как его отец, и его бизнес процветал. Усман был одним из самых богатых людей среди курайшитов. Он числится одним из 22 мекканцев «на заре ислама», который умел писать.
Принятие ислама
Вернувшись из поездки в Сирию в 611 году, Усман узнал о начале пророческой миссии Мухаммеда. После разговора с Абу Бакром Усман решил принять ислам, и Абу Бакр привел его к Мухаммеду, чтобы объявить о своей вере. Так Усман оказался в числе первых мусульман. Вероятнее всего Усман стал четвёртым мужчиной, принявшим ислам, после Абу Бакра, Али и Зейда. Его обращение в ислам вызвало гнев его клана, бану Уммайи, который решительно выступил против учения Мухаммеда.
Эмиграция в Эфиопию
В первые годы после начала пророческой миссии Мухаммеда мусульмане подвергались гонениям со стороны мекканских многобожников. С каждым днём их положение осложнялось. Усман ибн Аффан также подвергся испытаниям от своего дяди аль-Хакама ибн Абуль-Аса, который однажды связал его и обещал развязать только после того, как Усман отречётся от своей религии. Усман остался непреклонен, и аль-Хакам оставил его в покое. После гибели Ясира и его жены Сумайи от рук язычников Мухаммед сказал своим сподвижникам, что им нужно переселиться в Эфиопию. В 615 году мусульмане (десять мужчин и три женщины) тайно покинули Мекку, добравшись до берега Красного моря сели на два корабля и уплыли в Абиссинию (совр. Эфиопия). Множество мусульман присоединились к ним позже. Среди участников первого и второго переселения в Эфиопию был и Усман со своей женой Рукайей бинт Мухаммад. В Мекке остались лишь те, кто имел поддержку со стороны своих родственников.
Поскольку Усман уже имел некоторые деловые контакты в Абиссинии, он продолжал торговать и приумножать своё богатство. Через четыре года среди мусульман в Абиссинии распространилась новость о том, что мекканские курайшиты приняли ислам, и это убедило Усмана, Рукайю и ещё 39 мусульман вернуться в Мекку. Однако, когда они достигли Мекки, они обнаружили, что новость о принятии исламом курайшитов была ложной. Тем не менее Усман и Рукайя вновь поселились в Мекке. Усману пришлось начать свой бизнес заново, но контакты, которые он уже установил в Абиссинии, работали в его пользу, и его бизнес снова процветал.

### Жизнь в Медине
Когда Али женился на Фатиме, Усман купил доспехи Али за пятьсот дирхамов. Четыреста дирхамов были выделены в качестве махра для Фатимы, а оставшаяся сотня пошла на все остальные расходы. Позже Усман подарил Али доспехи в качестве свадебного подарка.
В 632 году, когда умер Мухаммед, Усман принял участие в Прощальном паломничестве.
У Усмана были очень близкие отношения с Абу Бакром, так как именно благодаря ему Усман принял ислам. Когда Абу Бакр был выбран в качестве халифа, Усман был первым человеком после Умара, который присягнул ему. Во время Войн ридда (Войн веротступничества) Усман оставался в Медине, выступая в качестве советника Абу Бакра. На смертном одре Абу Бакр продиктовал свою волю Усману, сказав, что его преемником должен был стать Умар.

### Правление

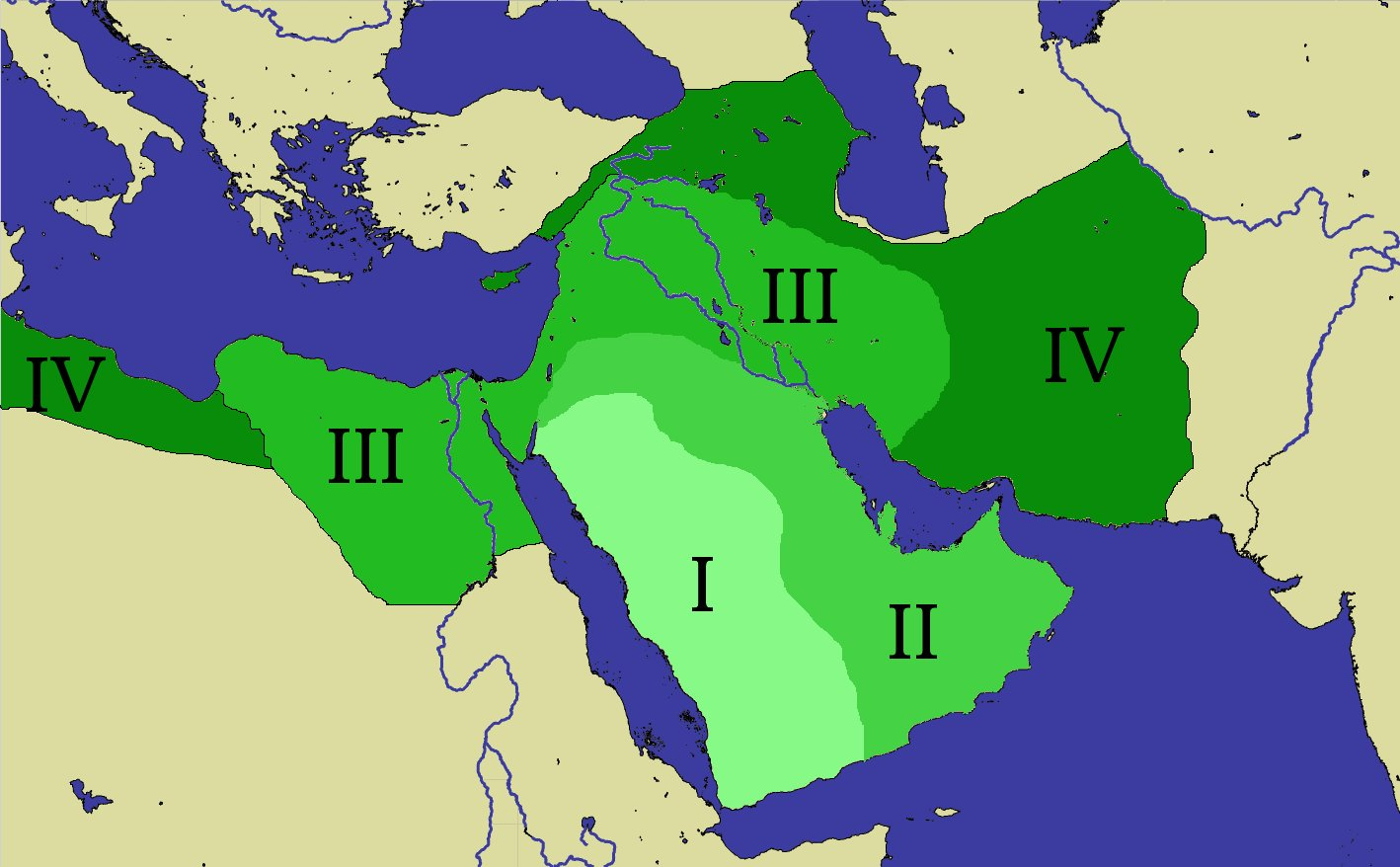
Исламские завоевания завоевания при Усмане обозначены цифрой IV

#### Кодификация Корана
Примерно в 650 году Усман начал замечать небольшие различия в произношении Корана, когда ислам распространился за пределы Аравийского полуострова в Персию, Левант и Северную Африку. Чтобы сохранить неприкосновенность текста, он приказал комиссии во главе с Зейдом ибн Сабитом использовать копию халифа Абу Бакра и подготовить стандартную копию Корана. Таким образом, в течение 20 лет после смерти Мухаммеда Коран был записан в письменной форме. Этот текст стал эталоном, по которому были изготовлены и распространены в центры мусульманского мира копии Корана. Оригинальные копии Корана были уничтожены.

#### Завоевания
В годы правления Усмана продолжились крупномасштабные завоевания. В 648 году наместник Египта Абдуллах ибн Сад на короткое время подчинил себе Карфаген, а правитель Сирии Муавийя ибн Абу Суфьян предпринял первую в истории Халифата морскую экспедицию — на 220 кораблях он попытался завоевать остров Крит. Весной 655 года арабский флот стал хозяином восточной части Средиземного моря, одержав победу в сражении у Фойника. Несмотря на все старания, завоевать Малую Азию Муавийи не удалось. На севере продолжались регулярные походы в Армению. В 653 году Халифатом были завоёваны Грузия и Кавказская Албания. Дойдя до Дербента, арабы предприняли большой поход на Хазарский каганат, но потерпели от хазар жестокое поражение.
После покорения в 645—646 годах Рея и Исфахана в войне с персами в течение нескольких лет наступило относительное затишье. Назначенный в 649 году наместником Басры молодой и энергичный Абдуллах ибн Амир овладел Истахром, завершив тем самым завоевание Фарса. Вторгшись в 650 году в Северо-восточный Иран, арабы взяли Ширеджан и Зарендж, а через год убили последнего шаха из династии Сасанидов Йездигерда III. После овладения Хорасаном арабы двинулись вверх по течению Мургаба, заняли Мерверруд. Завоеванием Балха было завершено завоевание земель, когда-либо принадлежавших Сасанидам.

#### Внутреннее недовольство
Правление Усмана ознаменовалось высоким уровнем коррупции. На многие ключевые должности в халифате были назначены родственники Усмана, между которыми распределялись общественные деньги. Так, от 100 до 200 тысяч динаров, полученных от похода на Ифрикию, Усман подарил своему тестю Марвану аль-Хакаму, а брат Марвана получил от Усмана мединский рынок, на котором ввел собственные пошлины, чем разгневал жителей города. Подобная политика вызвала конфликт с другими сподвижниками Мухаммеда, включая Али, Тальху и аз-Зубайру, которые выступали с открытыми упреками в адрес Усмана. Другой сподвижник, Абдуррахман ибн Ауф, и вовсе демонстративно перестал разговаривать с Усманом.
Столицей Усмана была Медина. В 655 году около 500 недовольных политикой Усмана египтян достигли его дворца. По итогам переговоров Усманом было подписано обязательство следующего содержания:
Это — грамота от раба Аллаха амира верующих тем из верующих и мусульман, которые порицают его. Воистину, обещаю вам действовать в отношении вас по Книге Аллаха и обычаю (сунне) его пророка; будет дано неимущему, и получит гарантию безопасности боящийся, и будет возвращен сосланный, и не будут посылаться отряды на вражескую территорию, и будет дан сполна фай’.
Али ибн Абу Талиб — гарант верующим и мусульманам том, что Усман будет верен тому, что в этой грамоте. Засвидетельствовали: аз-Зубайр ибн ал-Аввам, и Талха ибн Убайдаллах, и Са’д ибн Малик ибн Абу Ваккас, и Абдаллах ибн Амр, и Зайд ибн Сабит, и Сахл ибн Хунайф, и Абу Аййуб Халид ибн Зайд. Написано в зу-л-ка’да тридцать пятого года
Удовлетворенные достигнутым, египтяне направились обратно. Однако вскоре их обогнал гонец Усмана, которого встревоженные египтяне остановили и обыскали. У гонца обнаружилось письмо к египетскому наместнику, в котором предписывалось наказать недовольных. Египтяне вернулись обратно и потребовали от Усмана объяснений. Халиф признал, что гонец действительно принадлежал ему, но отрицал то, что он его куда-либо направлял. В конечном счете подозрение пало на правую руку Усмана, Марвана аль-Хакама, которого халиф категорически отказался выдавать недовольным египтянам, чем вызвал гнев с их стороны. Они осадили дворец Усмана, перекрыли поставки еды и воды. Осада длилась сорок дней, но затем, узнав о том, что к дворцу приближается войско Усмана, часть египтян решилась на штурм дворца, в результате которого Усман был убит. С этого эпизода началась первая в истории халифата гражданская война — первая фитна.

### Семья
Всего у Усмана было восемь жён, на которых он женился уже после принятия ислама. Сначала Усман женился на дочери Мухаммеда Рукайе, которая родила ему сына Абдуллаха, который умер в возрасте пяти лет. После смерти Рукайи он женился на её сестре Умм Кульсум. Усман также женился на Фахите бинт Газван, которая родила ему Абдуллаха-младшего. После этого он женился на Умм Амр бинт Джундуб аль-Аздийя, которая родила ему пятерых детей: Амра, Халида, Абана, 'Умара и Марьям. Ещё одной женой Усмана стала Фатима бинт аль-Валид. Она родила ему аль-Валида, Саида и Умм Саад. После Фатимы он женился на Умм аль-Банин бинт Уяйна, и она родила ему Абдуллаха. Ещё одной женой Усмана была Рамля бинт Шейба, родившая ему Аишу, Умм Абан и Умм Амр. Усман также взял в жёны Наилю бинт аль-Фарафиса, которая была христианкой и приняла ислам перед началом их супружеской жизни.
От пяти жён у Усмана родилось девять сыновей и семь дочерей также от пяти жён. Старший сын Усмана и Рукайи родился за два года до переселения в Медину. Однако в первые дни их жизни в Медине петух клюнул мальчика в лицо около глаза. Рана воспалилась и в конце концов распространилась на всё лицо. Ребёнок умер в возрасте шести лет. Сын Усмана — Амр известен тем, что передавал немногочисленные хадисы от своего отца и Усамы ибн Зейда. Он женился на дочери Муавии ибн Абу Суфьяна и скончался в 80 году от хиджры. Сын Умм Амр бинт Джундуб — Абан носил кунью Абу Саид. Он был факихом и в эпоху правления Абдул-Малика ибн Марвана занимал должность правителя Медины. Сын Фатимы бинт аль-Валид по имени Саид в эпоху Муавии ибн Абу Суфьяна был назначен правителем Хорасана.

## Внешность
Усман был среднего роста, широкоплечий, с тонкой кожей и густыми волосами. Борода его была длинной и густой, он красил её в жёлтый цвет. По словам Аз-Зухри:
«Усман был человеком среднего телосложения, с хорошими волосами и красивым лицом, с лысиной, с орлиным носом и мощными голенями, с длинными предплечьями, которые покрывали густые волосы. У него была красивая улыбка, а волосы его спускались ниже ушей. Согласно наиболее достоверной версии, он был светлокожим. Хотя согласно некоторым версиям, его кожа была смуглой».